# Gare de Naples Afragola
La gare de Naples-Afragola est une gare ferroviaire d'Afragola, située sur la ligne à grande vitesse Rome-Naples. Elle est située au centre géographique du territoire communal, à la limite nord-est immédiate de Naples à environ un kilomètre du centre historique. Elle couvre une vaste zone de chalandise régionale, depuis la partie nord de la ville métropolitaine de Naples, la province de Caserte, Sannio et Irpinia.
L'installation a été classée parmi les meilleures constructions au monde en 2017 par la BBC et CNN. La compagnie de transports Italo la considère comme la plus belle gare d'Italie et l'ADAC, l'homologue allemand de l'Automobile Club d'Italie, parmi les des 11 plus belles installations ferroviaires au monde pour son intérêt artistique et architectural.

## Histoire
Le projet de gare, de l'architecte Zaha Hadid, a été officiellement présenté le 4 novembre 2003.
Les travaux ont été initialement bloqués en 2003, immédiatement après les fouilles, en raison d'une découverte archéologique importante (un village mycénien, le premier et le seul du genre à l'intérieur des terres). Ils ont ensuite été confiés à une société qui a renoncé au contrat, puis à une autre société, désormais en accord avec les créanciers, qui y a pourtant renoncé en 2008 pour épuisement de ses fonds propres et est aujourd'hui toujours en litige avec les Réseaux Ferrés Italiens.
Début 2014, un appel d'offres a été publié qui prévoyait l'achèvement des travaux dans un délai de 18 mois à compter de l'attribution des travaux. La mission provisoire des travaux a eu lieu en novembre de la même année et en février 2015 les travaux ont repris.
La gare a été inaugurée le 6 juin 2017, tandis que le service pour les voyageurs a débuté avec le changement d'heure d'été à partir du 11 juin 2017. À l'occasion de l'inauguration, le maire Tuccillo a annoncé le nom de la place de la gare en mémoire de l'architecte Zaha Hadid.

## Projets
La reconstruction de la variante du tronçon Naples - Cancello du chemin de fer Rome-Cassino-Naples sera achevée d'ici 2025 afin que la gare soit accessible par les trains des transports publics locaux. Cet itinéraire sera commun à la fois au chemin de fer vers Rome via Cassino et à la nouvelle ligne à grande vitesse Naples-Bari. Un nouvel arrêt est prévu dans le quartier de Marziasepe, à l'intérieur du centre commercial existant, et un à Murillo Fatigati. Les voies pleinement opérationnelles seront au nombre de 8, dont 2 à voie étroite, destinées au service suburbain des lignes EAV vésuviennes.
La station sera également le terminus de la future ligne 10 du métro de Naples. Le projet, selon l'étude de faisabilité approuvée en 2020, comprend 13 gares à travers lesquelles Napoli Afragola sera reliée aux communes d'Afragola, Casoria, Casavatore, Arzano et directement avec Naples à travers cinq stations. Le projet prévoit l'utilisation d'un métro léger automatique (arrêts fonctionnels, quais courts de 60 mètres) avec un parcours de 13 km. Le 1er décembre 2022, le feu vert a été donné au projet, financé à hauteur d'environ 800 millions sur les 1,2 milliard attendus.
Le 21 avril 2021, le projet définitif d'une nouvelle ligne ferroviaire a été approuvé pour relier Afragola AV à la gare Casoria Arpino-Volla de la ligne Naples-Nola-Baiano gérée par EAV.
Depuis le 14 juin 2018, les liaisons Italobus vers et depuis Caserte et Bénévent sont également opérationnelles. Depuis le 16 octobre 2018, deux nouvelles lignes interurbaines exploitées par Autoservizi Castiello sont opérationnelles, reliant la gare à celle d'Aversa et celle de Casoria-Afragola ainsi qu'à l'aéroport de Naples-Capodichino et au port de Naples. Les connexions FrecciaLink de Trenitalia vers et depuis Caserta sont opérationnelles depuis 2019.